# Ochsenweide, Schafhauser Wald und Feuchtwiesen bei Esens
Ochsenweide, Schafhauser Wald und Feuchtwiesen bei Esens este o arie protejată (sit de importanță comunitară — SCI) din Germania întinsă pe o suprafață de 214,12 ha, integral pe uscat.

## Localizare
Centrul sitului Ochsenweide, Schafhauser Wald und Feuchtwiesen bei Esens este situat la coordonatele 53°37′25″N 7°36′29″E / 53.6236°N 7.6081°E.

## Înființare
Situl Ochsenweide, Schafhauser Wald und Feuchtwiesen bei Esens a fost declarat sit de importanță comunitară în ianuarie 2005 pentru a proteja un număr necunoscut de specii din flora spontană și fauna sălbatică aflate în arealul zonei.

## Biodiversitate
Situată în ecoregiunea atlantică, aria protejată conține 11 habitate naturale: Lacuri și iazuri distrofice naturale, Formațiuni ierboase bogate în specii de Nardus, dezvoltate pe substraturi silicioase în zone montane (și în zone submontane, în Europa continentală), Pajiști cu Molinia pe soluri calcaroase, turboase sau argilos-nămoloase (Molinion caeruleae), Turbării active, Mlaștini oligotrofe degradate, capabile încă de regenerare naturală, Mlaștini turboase de tranziție și turbării mișcătoare, Depresiuni pe substraturi de turbă de Rhynchosporion, Păduri de fag Luzulo-Fagetum, Păduri de stejar sau de stejar și carpen sub-atlantice și medio-europene de Carpinion betuli, Păduri acidofile de stejar bătrân cu Quercus robur pe câmpii nisipoase, Mlaștini împădurite.
La baza desemnării sitului se află un număr nedeclarat de specii protejate.
Pe lângă speciile protejate, pe teritoriul sitului au mai fost identificate 3 specii de plante, 1 specie de amfibieni.